# Opacifrons redunca
Opacifrons redunca är en tvåvingeart som beskrevs av Marshall och Langstaff 1998. Opacifrons redunca ingår i släktet Opacifrons och familjen hoppflugor. Inga underarter finns listade i Catalogue of Life.